# Hudiezaur
Hudiezaur (Hudiesaurus sinojapanorum) – zauropod z grupy euzauropodów (Eusauropoda).
Żył w okresie późnej jury na terenach wschodniej Azji. Jego szczątki znaleziono w Chinach (w Sinciangu).